# Puyallup (Ferrocarril Regional Sounder)
Puyallup es una estación en la Línea South del Ferrocarril Regional Sounder, administrada por Sound Transit. La estación se encuentra localizada en  131 West Main Street en Puyallup, Washington. La estación de Puyallup fue inaugurada en 2000.

## Descripción
La estación Puyallup cuenta con 2 plataformas laterales.

## Conexiones
La estación es abastecida por las siguientes conexiones: 
- ST Express, King County Metro Transit